# Glenn Morris (futbolista)
Glenn Morris (Woolwich, Inglaterra, 20 de diciembre de 1983) es un futbolista inglés. Juega de portero y su equipo es el Gillingam F. C. de la League Two.

## Clubes
| Club                        | País       | Año           |
| --------------------------- | ---------- | ------------- |
| Leyton Orient F. C.         | Inglaterra | 2001-2010     |
| Southend United F. C.       | Inglaterra | 2010-2012     |
| Aldershot Town F. C.        | Inglaterra | 2012-2014     |
| Gillingham F. C.            | Inglaterra | 2014-2016     |
| Crawley Town F. C.          | Inglaterra | 2016-2023     |
| Gillingham F. C. (préstamo) | Inglaterra | 2022-2023     |
| Gillingham F. C.            | Inglaterra | 2023-presente |